# Natação nos Jogos Europeus de 2015 - 50 m borboleta feminino
A competição dos 50 metros borboleta feminino foi um dos eventos da natação nos Jogos Europeus de 2015, em Baku, no Azerbaijão. Foi disputada no Centro Aquático de Baku no dia 27 de junho.

## Calendário
Horário de verão do Azerbaijão (UTC+5).
| Data        | Horário | Fase         |
| ----------- | ------- | ------------ |
| 27 de junho | 09:42   | Eliminatória |
| 27 de junho | 17:36   | Semifinal    |
| 27 de junho | 19:02   | Final        |

## Medalhistas
| Ouro   | RUS Polina Egorova     |
| Prata  | AUT Caroline Pilhatsch |
| Bronze | DEN Julie Kepp Jensen  |

## Recordes
Antes desta competição, os recordes mundiais e dos jogos europeus dessa prova eram os seguintes:
| Tipo                       | Atleta             | Tempo | Local | Data               |
| -------------------------- | ------------------ | ----- | ----- | ------------------ |
|                            | SWE Sarah Sjöström | 24.43 | Borås | 5 de julho de 2014 |
| Recorde dos Jogos Europeus | Não estabelecido   | –     |       |                    |

Os seguintes recordes mundiais ou dos jogos europeus foram estabelecidos durante esta competição:
| Data        | Evento | Nome           | Nacionalidade | Tempo | Notas                      |
| ----------- | ------ | -------------- | ------------- | ----- | -------------------------- |
| 27 de junho | Final  | Polina Egorova | Rússia        | 26.82 | Recorde dos Jogos Europeus |

## Resultados

### Eliminatórias
A eliminatória foi realizada no dia 27 de junho.
| Pos. | Bateria | Raia | Nadadora                     | Nacionalidade            | Tempo | Notas |
| ---- | ------- | ---- | ---------------------------- | ------------------------ | ----- | ----- |
| 1    | 3       | 4    | Polina Egorova               | RUS Rússia               | 27.38 | Q,    |
| 2    | 4       | 5    | Josien Wijkhuijs             | NED Países Baixos        | 27.45 | Q     |
| 3    | 5       | 4    | Jana Zinnecker               | GER Alemanha             | 27.48 | Q     |
| 4    | 5       | 5    | Caroline Pilhatsch           | AUT Áustria              | 27.60 | Q     |
| 5    | 4       | 4    | Julie Kepp Jensen            | DEN Dinamarca            | 27.77 | Q     |
| 5    | 5       | 2    | Ilektra Lebl                 | GRE Grécia               | 27.77 | Q     |
| 7    | 3       | 1    | Laura Stephens               | GBR Grã-Bretanha         | 27.79 | Q     |
| 8    | 3       | 5    | Reetta Kanervo               | FIN Finlândia            | 27.84 | Q     |
| 9    | 4       | 3    | Carmen Balbuena              | ESP Espanha              | 27.90 | Q     |
| 10   | 3       | 2    | Sohvi Nenonen                | FIN Finlândia            | 27.91 | Q     |
| 11   | 5       | 3    | Sezin Eligül                 | TUR Turquia              | 28.03 | Q     |
| 12   | 4       | 7    | Tania Quaglieri              | ITA Itália               | 28.04 | Q     |
| 12   | 5       | 6    | Alma Lumio                   | FIN Finlândia            | 28.04 |       |
| 14   | 3       | 3    | Alexandra Chesnokova         | RUS Rússia               | 28.16 | Q     |
| 14   | 3       | 7    | Emma Reid                    | IRL Irlanda              | 28.16 | Q     |
| 16   | 4       | 8    | Barbora Janíčková            | CZE Chéquia              | 28.19 | Q     |
| 17   | 4       | 2    | Hanna Rosvall                | SWE Suécia               | 28.20 | Q     |
| 18   | 5       | 8    | Kaja Balant Marin            | SLO Eslovênia            | 28.21 |       |
| 19   | 4       | 1    | Caroline Hechenbichler       | AUT Áustria              | 28.25 |       |
| 20   | 3       | 8    | Merete Toft Jensen           | DEN Dinamarca            | 28.28 |       |
| 21   | 3       | 6    | Thea Brandauer               | GER Alemanha             | 28.29 |       |
| 22   | 5       | 0    | Margaret Markvardt           | EST Estônia              | 28.34 |       |
| 23   | 1       | 2    | Yüksel Deniz Özkan           | TUR Turquia              | 28.38 |       |
| 24   | 5       | 7    | Natalia Fryckowska           | POL Polônia              | 28.41 |       |
| 25   | 4       | 0    | Diana Jaruševičiūtė          | LTU Lituânia             | 28.43 |       |
| 26   | 5       | 9    | Dominika Geržová             | CZE Chéquia              | 28.47 |       |
| 27   | 5       | 1    | Lucia Šimovičová             | SVK Eslováquia           | 28.53 |       |
| 28   | 4       | 6    | Amelia Clynes                | GBR Grã-Bretanha         | 28.55 |       |
| 29   | 2       | 4    | Trine Kjøngerskov            | DEN Dinamarca            | 28.63 |       |
| 30   | 2       | 5    | Bena Sarapaitė               | LTU Lituânia             | 28.69 |       |
| 31   | 3       | 9    | Diana Naglič                 | SLO Eslovênia            | 28.80 |       |
| 32   | 2       | 8    | Rebecca Pető                 | SUI Suíça                | 28.89 |       |
| 33   | 1       | 1    | Almina Simla Ertan           | TUR Turquia              | 28.94 |       |
| 34   | 3       | 0    | Edita Chrápavá               | CZE Chéquia              | 28.95 |       |
| 35   | 1       | 6    | Blanka Bokros                | HUN Hungria              | 29.04 |       |
| 36   | 4       | 9    | Eva Olsen                    | DEN Dinamarca            | 29.08 |       |
| 37   | 2       | 1    | Danielle Hill                | IRL Irlanda              | 29.25 |       |
| 38   | 2       | 7    | Olivia Sindico               | SUI Suíça                | 29.35 |       |
| 39   | 1       | 4    | Bryndís Bolladóttir          | ISL Islândia             | 29.43 |       |
| 40   | 1       | 5    | Zsófia Leitner               | HUN Hungria              | 29.46 |       |
| 41   | 2       | 2    | Lova Andersson               | SWE Suécia               | 29.48 |       |
| 42   | 2       | 3    | Niamh Kilgallen              | IRL Irlanda              | 29.58 |       |
| 43   | 2       | 6    | Izabela Milanez              | SLO Eslovênia            | 29.69 |       |
| 44   | 1       | 7    | Nea-Amanda Heinola           | FIN Finlândia            | 29.72 |       |
| 45   | 2       | 0    | Eline van den Bossche        | LUX Luxemburgo           | 29.77 |       |
| 46   | 2       | 9    | Marina Luperi                | ITA Itália               | 29.80 |       |
| 47   | 1       | 8    | Lív Erlingsdóttir Eidesgaard | FRO Ilhas Faroé          | 30.01 |       |
| 48   | 1       | 3    | Vasilisa Zeliankevich        | BLR Bielorrússia         | 30.73 |       |
| 49   | 1       | 0    | Anna Manchenkova             | AZE Azerbaijão           | 30.98 |       |
| 50   | 1       | 9    | Lamija Medošević             | BIH Bósnia e Herzegovina | 31.50 |       |

### Semifinal
A semifinal foi realizada no dia 27 de junho.

#### Semifinal 1
| Pos. | Raia | Nadadora           | Nacionalidade     | Tempo | Notas |
| ---- | ---- | ------------------ | ----------------- | ----- | ----- |
| 1    | 5    | Caroline Pilhatsch | AUT Áustria       | 27.46 | Q     |
| 2    | 4    | Josien Wijkhuijs   | NED Países Baixos | 27.49 | Q     |
| 3    | 6    | Reetta Kanervo     | FIN Finlândia     | 27.55 | q     |
| 4    | 7    | Tania Quaglieri    | ITA Itália        | 27.68 |       |
| 5    | 3    | Ilektra Lebl       | GRE Grécia        | 27.77 |       |
| 6    | 2    | Sohvi Nenonen      | FIN Finlândia     | 27.87 |       |
| 7    | 8    | Hanna Rosvall      | SWE Suécia        | 27.90 |       |
| 8    | 1    | Emma Reid          | IRL Irlanda       | 28.04 |       |

#### Semifinal 2
| Pos. | Raia | Nadadora             | Nacionalidade    | Tempo | Notas |
| ---- | ---- | -------------------- | ---------------- | ----- | ----- |
| 1    | 4    | Polina Egorova       | RUS Rússia       | 27.15 | Q,    |
| 2    | 3    | Julie Kepp Jensen    | DEN Dinamarca    | 27.42 | Q     |
| 3    | 5    | Jana Zinnecker       | GER Alemanha     | 27.47 | q     |
| 4    | 6    | Laura Stephens       | GBR Grã-Bretanha | 27.55 | q     |
| 5    | 2    | Carmen Balbuena      | ESP Espanha      | 27.59 | q     |
| 6    | 7    | Sezin Eligül         | TUR Turquia      | 27.95 |       |
| 7    | 1    | Alexandra Chesnokova | RUS Rússia       | 28.13 |       |
| 7    | 8    | Barbora Janíčková    | CZE Chéquia      | 28.13 |       |

### Final
A final foi realizada no dia 27 de junho.
| Pos.              | Raia | Nadadora           | Nacionalidade     | Tempo | Notas                      |
| ----------------- | ---- | ------------------ | ----------------- | ----- | -------------------------- |
| Medalha de ouro   | 4    | Polina Egorova     | RUS Rússia        | 26.82 | Recorde dos Jogos Europeus |
| Medalha de prata  | 3    | Caroline Pilhatsch | AUT Áustria       | 27.18 |                            |
| Medalha de bronze | 5    | Julie Kepp Jensen  | DEN Dinamarca     | 27.19 |                            |
| 4                 | 2    | Josien Wijkhuijs   | NED Países Baixos | 27.20 |                            |
| 5                 | 6    | Jana Zinnecker     | GER Alemanha      | 27.22 |                            |
| 6                 | 1    | Laura Stephens     | GBR Grã-Bretanha  | 27.49 |                            |
| 7                 | 7    | Reetta Kanervo     | FIN Finlândia     | 27.64 |                            |
| 8                 | 8    | Carmen Balbuena    | ESP Espanha       | 27.88 |                            |

Legenda
| Recorde mundial            | Recorde mundial (World record)                     |                       | Recorde africano                      | Recorde africano (African) |                                           | Q | Classificado por posição (Qualified) |
| Recorde dos Jogos Europeus | Recorde dos Jogos Europeus (European Games record) | Recorde da América    | Recorde da América (Americas)         | q                          | Classificado por melhor tempo (Qualified) |   |                                      |
| Melhor marca do ano        | Melhor marca do ano (World leading)                | Recorde asiático      | Recorde asiático (Asian)              | DNS                        | Não largou (Did not start)                |   |                                      |
| Recorde nacional           | Recorde nacional (National record)                 | Recorde europeu       | Recorde europeu (European)            | DNF                        | Não terminou (Did not finish)             |   |                                      |
| Recorde pessoal            | Recorde pessoal do atleta (Personal best)          | Recorde da Oceania    | Recorde da Oceania (Oceania)          | DSQ / DQ                   | Desclassificado (Disqualified)            |   |                                      |
| Recorde da temporada       | Recorde da temporada do atleta (Season best)       | Recorde sul-americano | Recorde sul-americano (South America) | NM                         | Sem marca (No mark)                       |   |                                      |